# 贝利涅
贝利涅（法語：Belligné，法語發音：[bɛliɲe]）是法国大西洋卢瓦尔省的一个旧市镇，属于沙托布里扬-昂斯尼区。2016年1月1日起，贝利涅和相邻的另外3个市镇合并为新市镇卢瓦罗克桑斯（Loireauxence）。

## 地理
贝利涅（47°28'3"N, 1°1'41"W）面积32.8 平方千米，位于法国卢瓦尔河地区大区大西洋卢瓦尔省，该省份为法国西北部沿海省份，位于布列塔尼半岛东南部，北起伊勒-维莱讷省，西北接莫尔比昂省，西临大西洋，南至旺代省，东临曼恩-卢瓦尔省。
与贝利涅接壤的市镇（或旧市镇、城区）包括：拉科尔尼艾尔、弗雷涅、勒卢鲁贝科奈、圣西吉斯蒙、拉沙佩勒圣索沃尔、莫米松、拉鲁克西耶尔、卢瓦罗克桑斯。
贝利涅的时区为UTC+01:00、UTC+02:00（夏令时）。

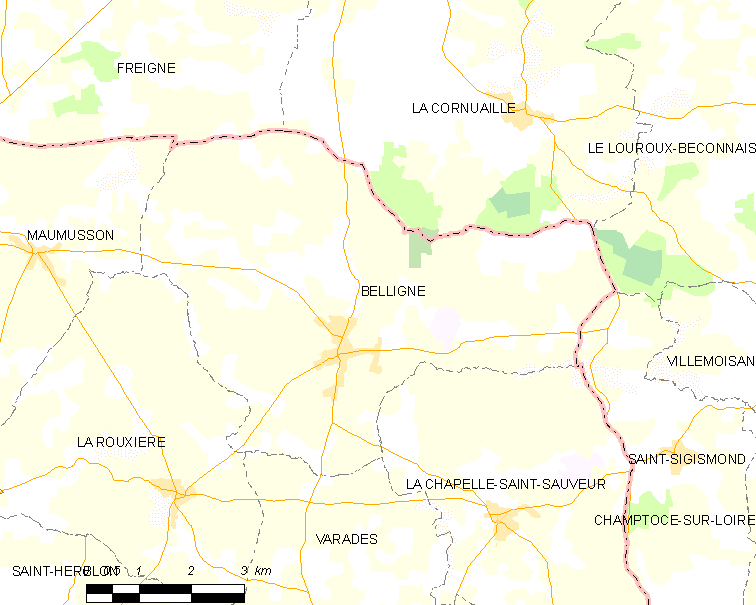
贝利涅的OSM定位图

## 行政
贝利涅的邮政编码为44370，INSEE市镇编码为44011。

## 政治
贝利涅所属的省级选区为昂斯尼-圣热雷翁县。

## 人口

1962-2008年间贝利涅人口变化图示

贝利涅于2018年1月1日时的人口数量为1805人。